# ТВ-20 «Чернівці»
20-й (Чернівецький) Тактичний відтинок «Чернівці» належав до Військової округи-4 «Говерля», групи УПА-Захід. 
Командир: «Недобитий»? (Матвіїв Юліан Миколайович)
На відділи ТВ-20 «Чернівці» не ділився.